# Black Horse and the Cherry Tree
Black Horse and the Cherry Tree est le premier single du premier album Eye to the Telescope de la chanteuse/compositrice écossaise KT Tunstall. Sorti le 21 février 2005, ce single l'a rendu célèbre notamment grâce à sa performance sur le plateau de Jools Holland. En France, la chanson est connue pour avoir été utilisée dans la publicité de la société Alice ADSL.

## Réalisation et composition
Black Horse and the Cherry Tree est inspiré du blues, et raconte l'histoire de l'égarement de la chanteuse pour trouver sa voie et faire les bons choix.
C'est grâce à son apparition sur le plateau de Jools Holland que la chanson commence à être connue. À la suite de cette performance, les ventes du single et de l'album Eye to the Telescope grimpent simultanément à la 28e place pour le single, et à la troisième place pour l'album.
À la suite de plusieurs apparitions de la chanson dans les médias, Black Horse And The Cherry Tree se fait connaître en France, où elle atteint la 23e place des charts. Elle connaît un essor similaire dans le monde entier, aux États-Unis, surtout. 

## Titres
Digital download :
1. Black Horse and the Cherry Tree - 2:54

UK Maxi CD single
1. Black Horse and the Cherry Tree - 2:54
2. One Day (Live) - 4:19
3. Barbie - 2:23
4. Black Horse and the Cherry Tree (Instrumental) - 2:54

UK vinyl 7" single
1. Black Horse and the Cherry Tree - 2:54
2. Barbie - 2:25

single CD
1. Black Horse and the Cherry Tree - 2:54
2. One Day (Live) - 4:19

single CD aux États Unis
1. Black Horse and the Cherry Tree - 2:51
2. Black Horse and the Cherry Tree (Instrumental) - 2:47

Vinyl 12" single Italie 
1. Black Horse and the Cherry Tree - 2:54

## Classements (2005 / 2006)
| Pays             | Meilleure position |
| ---------------- | ------------------ |
| Australie        | 31                 |
| Belgique         | 35                 |
| France           | 23                 |
| Irlande          | 16                 |
| Italie           | 10                 |
| Nouvelle-Zélande | 20                 |
| Royaume-Uni      | 28                 |
| États-Unis       | 1                  |